# Charles Sirato
Charles Sirato (en hongrois : Tamkó Sirató Károly), né le 26 janvier 1905 à Újvidék et mort le 1er janvier 1980 à Budapest, est un poète, philosophe de l'art et traducteur hongrois.

## Le Manifeste dimensioniste
« Le dimensionisme est un mouvement général des arts, commencé inconsciemment par le cubisme et le futurisme, – élaboré et développé depuis continuellement par tous les peuples de la civilisation occidentale. »
Ainsi commence le Manifeste dimensioniste rédigé et publié à Paris en 1936 et signé par de nombreux artistes internationaux comme Camille Bryen, Kandinsky, Nina Negri,  Ben Nicholson, Marcel Duchamp et Jean Arp.
Il résume les idées théoriques, les tâches et les objectifs conceptuels d'une certaine avant-garde ouverte à l'art abstrait géométrique.

## Écrits sélectifs
- Manifeste dimensioniste, Paris, 1936
- Le planisme : la décomposition de la littérature, Lisbonne, 1936